# Степановка (Верхньокетський район)
Степа́новка (рос. Степановка) — селище у складі Верхньокетського району Томської області, Росія. Адміністративний центр Степановського сільського поселення.

## Населення
Населення — 2344 особи (2010; 2385 у 2002).
Національний склад (станом на 2002 рік):
- росіяни — 85 %